# HIGH POWERED
「HIGH POWERED」是sphere的第9張單曲。於2011年10月26日由GloryHeaven發售。

## 概要
與前作「LET·ME·DO!!」相隔約3個月時間發售，是2011年第3張的單曲。
標題曲「HIGH POWERED」是電視動畫『侵略!?花枝娘』的主題曲。

## 收錄曲
1. HIGH POWERED
作詞：畑亜貴、作曲・編曲：山元祐介
  - 電視動畫『侵略!?花枝娘』主題曲
2. Hello, my love
作詞：こだまさおり、作曲・編曲：森谷敏紀
3. HIGH POWERDED（Off Vocal）
4. Hello, my love（Off Vocal）

DVD（只限初回限定盤）
1. HIGH POWERED（Music Clip）

## 備註
1. ↑  . サウンドスキャン. 2011年10月31日  [2011年11月7日]. （原始内容存档于2014年1月4日）.
2. ↑  . COUNT DOWN TV. 2011年11月5日  [2011年11月7日]. （原始内容存档于2011年11月6日）.
3. ↑  . リッスンジャパン. 2011-10-21  [2011-10-25]. （原始内容存档于2012-07-10）.

## 外部連結
- GloryHeaven介紹網站
  - 初回限定盤（页面存档备份，存于）
  - 通常盤（页面存档备份，存于）